# Kristina Krewer
Kristina Krewer (* 4. September 1989 in Hermeskeil; verheiratete Kristina Hühn) ist eine deutsche Kegelsportlerin und Jugend- und Juniorenweltmeisterin.

## Leben
Am 6. August 2006 gewann die zu diesem Zeitpunkt für den KSV Osburg startende Sportlerin bei der Junioren-Weltmeisterschaft im niederländischen Hoensbroek sowohl im Einzel- als auch im Mixed-Wettbewerb eine Goldmedaille und im Tandem-Wettbewerb eine Silbermedaille. Am 31. August 2008 gewann sie bei der Weltmeisterschaft in Morbach die Goldmedaille im Einzel. Bei der Weltmeisterschaft 2010 in Campo Bom, Brasilien, startete Krewer im Einzel und erreichte den 3. Platz.
Bei den nationalen Meisterschaften gewann sie 2003 und 2007 mit Patrick Dichter (Gilzem) den deutschen Meistertitel. 2007 spielten die beiden den deutschen Rekord auf den Bahnen im saarländischen Oberthal.
2010 wurde Kristina auf den deutschen Meisterschaften in Salzgitter Deutsche Meisterin im Einzel, ebenso wie im Jahre 2012 auf den heimischen Bahnen in Oberthal.
Bei der TV-Sportlerwahl 2007 wurde sie zur Sportlerin des Jahres gewählt. 2009 erreichte sie dort den 2. Platz.
In der Saison 2007/08 spielte sie für den Bundesligisten KV Maifeld/Polch und wechselte zur Saison 2008/09 zum saarländischen Club KF Oberthal.
Dort wurde sie Mehrmals Deutsche Meisterin mit der Mannschaft und WorldCup Siegerin.
2019 wurde Kristina Hühn mit ihrer Mannschaft KF Oberthal erneut Deutscher Meister.
Krewer besuchte das Auguste-Viktoria Gymnasium in Trier, wo sie im März 2009 ihr Abitur bestand. Nebenbei spielt sie noch Fußball bei der FSG Thomm.
Im Jahr 2015 heiratete Krewer und trägt seither den Namen Kristina Hühn. Sie legte eine Spielpause wegen Schwangerschaft ein.